# Street Fighter Alpha 3
Street Fighter Alpha 3, conhecido como Street Fighter Zero 3 (ストリートファイターZERO 3, Sutorito Faita Zero 3) no Japão e na Ásia, é um jogo eletrônico de luta primeiramente lançado para o hardware de arcade CPS-2. Ele é o terceiro jogo na sub-série Street Fighter Alpha, prosseguindo Street Fighter Alpha: Warriors' Dreams e Street Fighter Alpha 2. O sistema de jogabilidade dos jogos anteriores de Alpha foi amplamente modificado, com a adição de três sistemas selecionáveis de estilos de luta baseado no Street Fighter Alpha ("A-ism"), Street Fighter Alpha 2 ("V-ism") e Super Street Fighter II Turbo ("X-ism"), novos cenários, um elenco muito maior de personagens.

## Personagens
| Personagem | 1ª aparição                             | Estágio                                                                         | Voz                 |
| ---------- | --------------------------------------- | ------------------------------------------------------------------------------- | ------------------- |
| Ryu        | Street Fighter                          | Planícies de Genbu, Japão                                                       | Toshiyuki Morikawa  |
| Ken        | Street Fighter                          | Hotel Masters, USA                                                              | Tetsuya Iwanaga     |
| Chun-Li    | Street Fighter 2                        | Praça do Condado Zhidan, China                                                  | Yoko Miyamura       |
| Charlie    | Street Fighter Alpha                    | Hangar de Frankfort, EUA                                                        | Toshiyuki Morikawa  |
| M. Bison   | Street Fighter II                       | Estágio secreto, ponto 48106                                                    | 0omomichi Nishimura |
| Guy        | Final Fight                             | Abaixo da Ponte da 22ª Rua, EUA                                                 | Tetsuya Iwanaga     |
| Birdie     | Street Fighter                          | Trem quebrado, Inglaterra                                                       | Wataru Takagi       |
| Sodom      | Final Fight                             | Manhattan Construção 49F, EUA                                                   | Wataru Takagi       |
| Juli       | Primeira aparição                       | Ponto Secreto 48106                                                             | Akiko Komoto        |
| Juni       | Primeira aparição                       | Ponto Secreto 48106                                                             | Akiko Komoto        |
| Cammy      | Super Street Fighter II                 | Míconos, Grécia                                                                 | Akiko Komoto        |
| Rose       | Street Fighter Alpha                    | Palazzo Mistero, Itália                                                         | Michiko Neya        |
| Dhalsim    | Street Fighter II                       | De frente para o Monumento de Jaunpur, Índia                                    | Yoshiharu Yamada    |
| Adon       | Street Fighter                          | Ruínas históricas de Khmer, Tailândia                                           | Wataru Takagi       |
| Sagat      | Street Fighter                          | Restos do lugar de OgNagpa de frente para estátua de Gautama Buddha, Tailândia  | Miki Shinichiro     |
| Akuma      | Super Street Fighter II Turbo           | Caverna Oni Fang, Japão                                                         | Tomomichi Nishimura |
| Dan        | Street Fighter Alpha                    | Parque Hinode, Japão                                                            | Osamu Hosoi         |
| Zangief    | Street Fighter II                       | Forno Akademgorodok, URSS                                                       | Wataru Takagi       |
| Rolento    | Final Fight                             | Metrô camuflado, Detroit, Michigan, EUA                                         | Jin Yamanoi         |
| Gen        | Street Fighter                          | Vitória Harbour, Hong Kong                                                      | Wataru Takagi       |
| Sakura     | Street Fighter Alpha 2                  | Hana Shoutengai, Japão                                                          | Yuko Sasamoto       |
| E. Honda   | Street Fighter II                       | Higashi-Komagata Katomi Kontou, Japão                                           | Masashi Sugawara    |
| Blanka     | Street Fighter II                       | Margens do Rio Madeira, Brasil                                                  | Yuji Ueda           |
| Vega       | Street Fighter II                       | Torre Requena Espiral, Espanha                                                  | Yuji Ueda           |
| Cody       | Final Fight                             | Delegacia de Polícia de Metro City, EUA                                         | Koichi Yamadera     |
| Karin      | Street Fighter: Sakura Ganbaru! (mangá) | Navio Queen of Victoria, Japão (console), originalmente Hana Shoutengai à noite | Miho Yamada         |
| R. Mika    | Primeira Aparição                       | Ringe de luta na Praia Sardine, Japão                                           | Junko Takeuchi      |
| Balrog     | Street Fighter II                       | Las Vegas, EUA (console), originalmente Ponto Secreto 48106                     | Koichi Yamadera     |
| Dee Jay    | Super Street Fighter II                 | Porto Antônio, Jamaica                                                          | Hōchū Ōtsuka        |
| Fei-Long   | Super Street Fighter II                 | Parque Kowloon, Hong Kong                                                       | Kōsuke Toriumi      |
| T. Hawk    | Super Street Fighter II                 | Monte Alban Plains, México                                                      | Shōzō Iizuka        |
| Guile      | Street Fighter II                       | Vale Fantasma de Nevada, EUA                                                    | Toshihide Tsuchiya  |
| Evil Ryu   | Street Fighter Alpha 2                  | Caverna Oni Fang, Japão                                                         | Toshiyuki Morikawa  |
| Shin Akuma | Street Fighter Alpha 2                  | Ilha de Gokuento, Japão                                                         | Tomomichi Nishimura |
| Eagle      | Street Fighter                          | Trem quebrado, Inglaterra                                                       | Jin Yamanoi         |
| Maki       | Final Fight 2                           | Abaixo da Ponte da 22ª Rua, EUA                                                 | Miki Nagasawa       |
| Yun        | Street Fighter III                      | Parque Kowloon, Hong Kong                                                       | Kentaro Ito         |
| Ingrid     | Capcom Fighting Jam                     |                                                                                 | Masako Jo           |

## Histórias em quadrinhos
No Brasil, entre 1998 e 1999, o jogo foi adaptado em uma minissérie no estilo mangá chamada Street Fighter Zero 3 escrita por Marcelo Cassaro e desenhada por Érica Awano e publicada pela, publicada em 1998 pela Editora Trama.